# Swartzia parvifolia
Swartzia parvifolia là một loài thực vật có hoa trong họ Đậu. Loài này được Schery miêu tả khoa học đầu tiên.